# أوراق اللعب (فلم)
أوراق اللعب ( (بالفرنسية: Une partie de cartes, literally "A Card Party") )، هو فيلم فرنسي صامت عام 1896 باللونين الأبيض والأسود من قبل جورج ميلييس . كان الفيلم الأول في مسيرة جورج ميلييس الغزيرة ، وبالتالي فهو رقم واحد في تصنيف افلام جورج ميلييه . هذا الفيلم هو نسخة جديدة من فيلم لعبة ورق (بالفرنسية: Partie de cartes) للمخرج لويس لوميير ، الذي صدر في وقت سابق من نفس العام. جنبا إلى جنب مع جورج ميلييس نفسه ، ظهر في الفيلم شقيقه غاستون ميلييه وابنته جورجيت ميلييه.

## ملخص القصة
يبدا الفيلم في وقت العصر في حديقة فرنسية. حيث يجلس ثلاثة رجال على طاولة واحدة ، اثنان منهم يلعبان الورق والثالث يدخن ويقرأ صحيفة في نفس الوقت . الرجل الذي لا يلعب الورق ينادي فتاة صغيرة ويطلب منها إحضار امرأة بزجاجة نبيذ. يشرع في صب النظارات لنفسه ولأصدقائه. بعد شرب الخمر يقرأ الرجل قصة من الصحيفة ويضحك أصدقاؤه.

## النقد
تمت إعادة اكتشاف الفيلم ، الذي يُفترض أنه مفقود منذ فترة طويلة ،  بعد عام 1981 وتم تضمينه في إصدار فيديو منزلي عام 2008 

## روابط خارجية
- Une partie de cartes  في قاعدة بيانات الأفلام على الإنترنت (بالإنجليزية)